# Santervás de Campos
Santervás de Campos est une commune de la province de Valladolid dans la communauté autonome de Castille-et-León en Espagne.

## Géographie
Outre le village de Santervás de Campos, la commune comprend depuis 1974 deux autres hameaux, celui de Zorita de la Loma (es) qui n'est plus habité que par 4 habitants et celui de Villacreces (es) aujourd'hui inhabité.

## Sites et patrimoine
L'édifice le plus caractéristique de la commune est l'église des martyrs Gervais et Protais (iglesia de los Mártires Gervasio y Protasio).

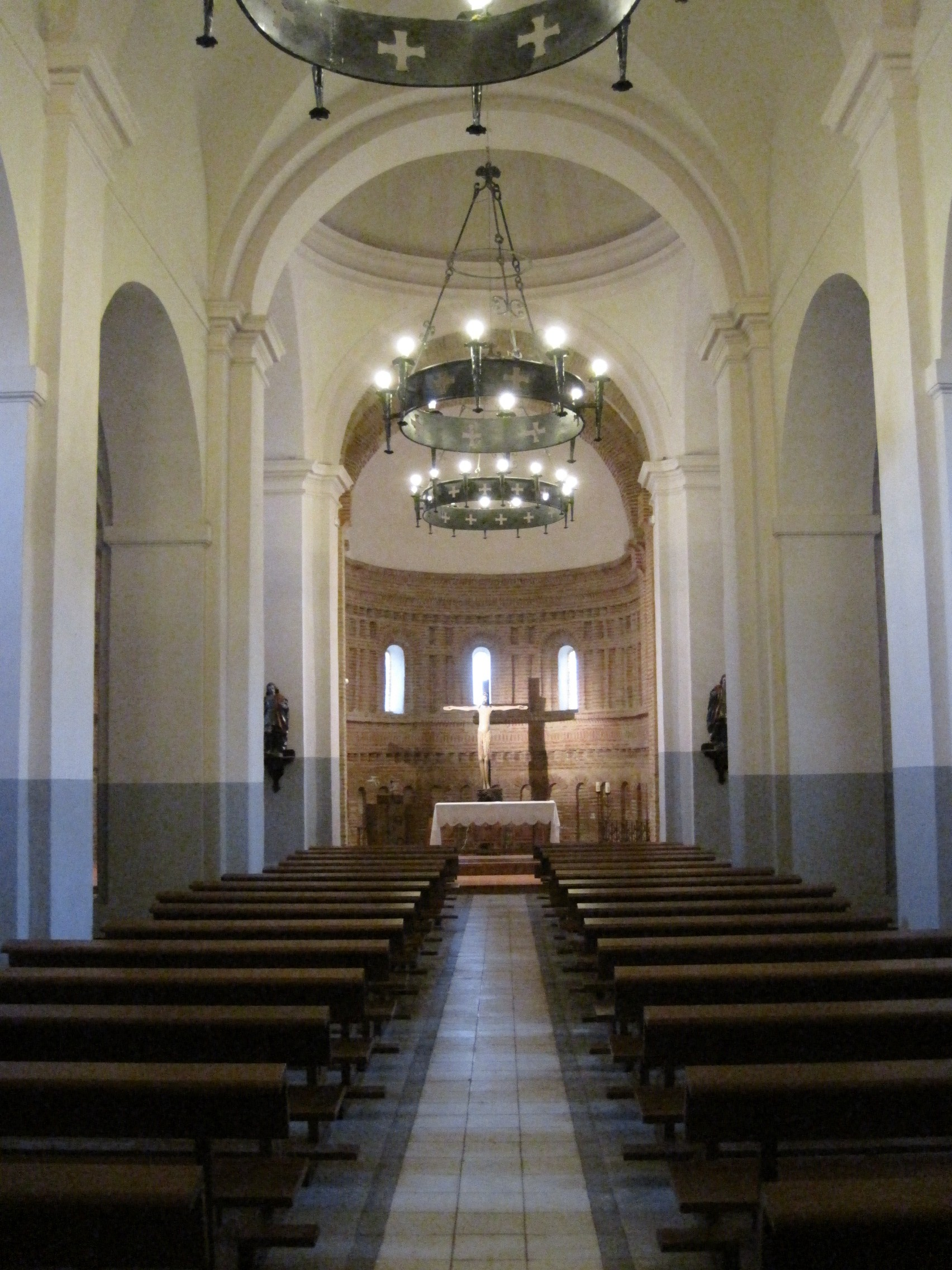
Église des martyrs Gervais et Protais.
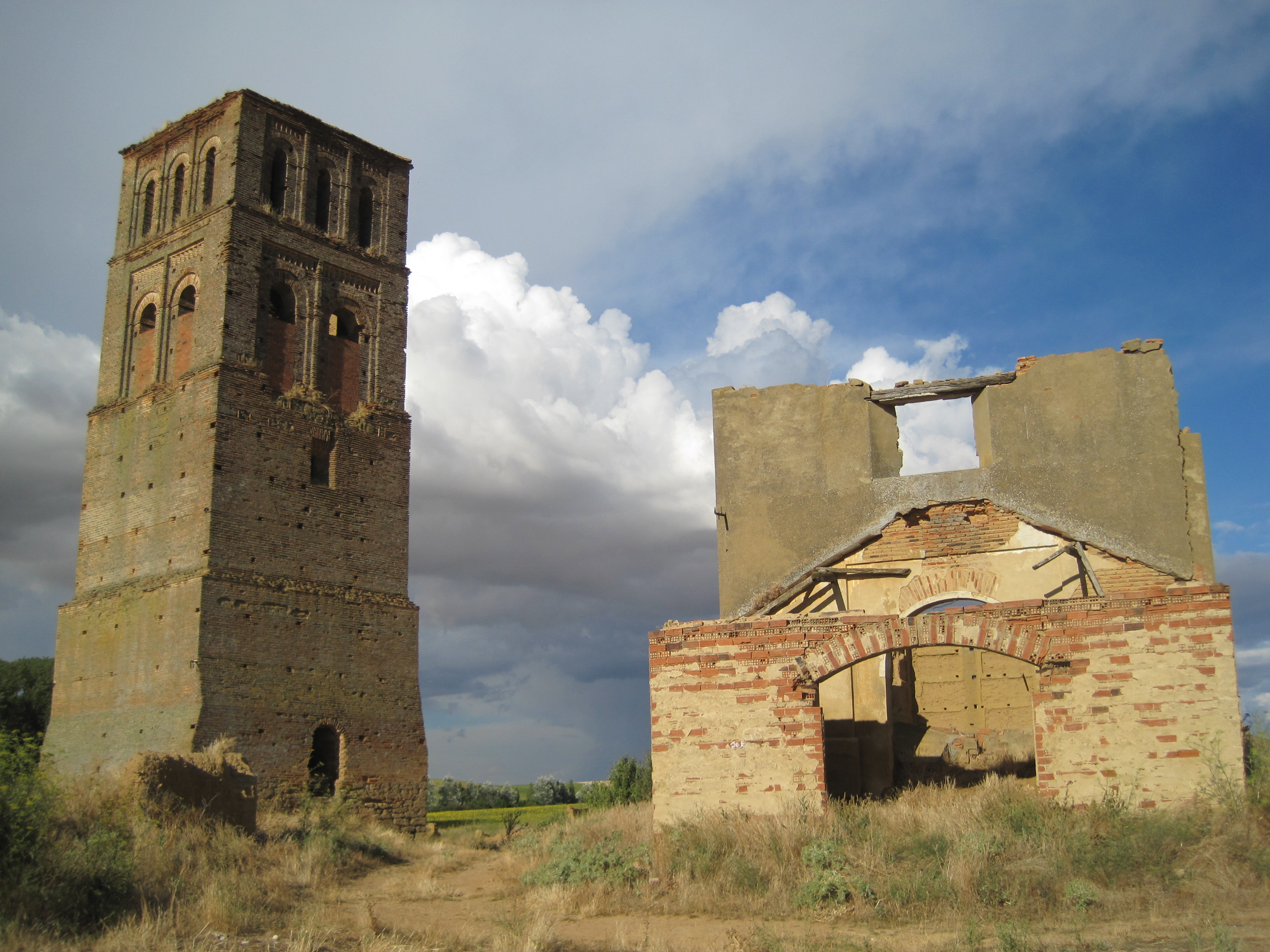
Ancienne église du village inhabité de Villacreces.